# Frankendorf (Tanna)
Frankendorf ist eine Siedlung in der Stadt Tanna im Saale-Orla-Kreis in Thüringen.

## Geografie
Frankendorf liegt nördlich von der Kernstadt und mit ihr etwa 10 km von Schleiz entfernt, in einem Talkessel der Wettera, einem Zufluss der Saale, im Südostthüringer Schiefergebirge. Die Landschaft dieses Gebirges ist vielfältig und für Besucher interessant. Für Bauern sind die Voraussetzungen hoher Feinerdeanteil und hoher Humusgehalt der Böden wertvoll. Die nördlich der Stadt liegende Flur ist etwas höher liegend und witterungsbeeinflusster. Verkehrsmäßig haben die Bürger des Tannaer Gebietes Anschluss über die Bundesstraße 2 und die Bundesautobahn 9.

## Verkehr
Im Fahrplan 2017/18 ist Frankendorf durch folgende Linie an den ÖPNV angebunden:
- Linie 730: Schleiz – Tanna – Frankendorf – Stelzen

Die Linie wird von der KomBus betrieben.

## Geschichte
Frankendorf wurde am 24. Juni 1350 urkundlich erstmals erwähnt.
Frankendorf war und ist ein landwirtschaftlich orientierter Bereich. Neubauern prägten einst den Ort, dann ging man den Weg der Landwirtschaft in der DDR und fand nach der Wiedervereinigung neue Wege der Landarbeit.